# Metagonia selva
Metagonia selva är en spindelart som beskrevs av Willis J. Gertsch 1986. Metagonia selva ingår i släktet Metagonia och familjen dallerspindlar.
Artens utbredningsområde är Costa Rica. Inga underarter finns listade i Catalogue of Life.